# ジョン・ショア (初代テインマス男爵)

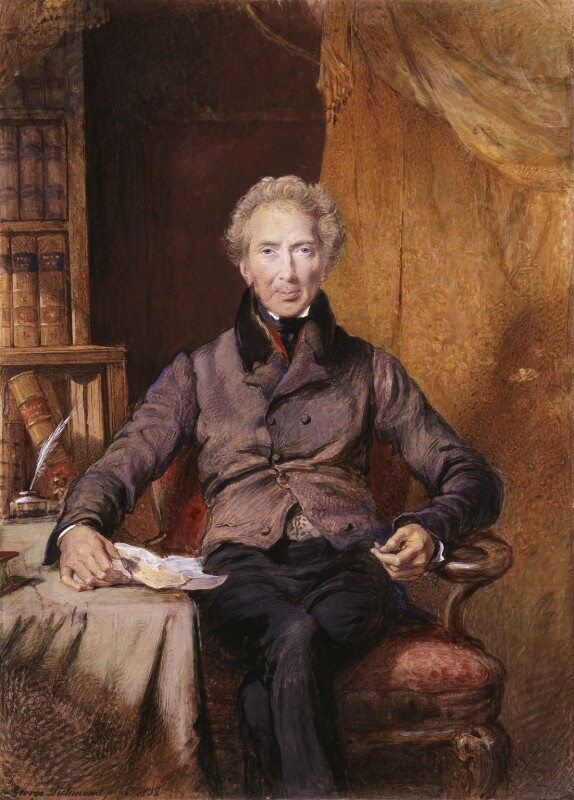
ジョージ・リッチモンドによる肖像画、1832年。

初代テインマス男爵ジョン・ショア（John Shore, 1st Baron Teignmouth PC FSA、1751年10月8日 - 1834年2月14日）は、ベンガル総督。同時代のマドラス総督ホバート卿ロバート・ホバート、後任のベンガル総督である第2代モーニントン伯爵リチャード・ウェルズリーには酷評されたが、インド植民地の統治にあたり組織のしっかりした官僚制度を作り上げた功績がある。
1804年に設立された英国外国聖書協会の会長を30年間務め、協会の出版する聖書から外典を排除することを決定した。

## 生涯

### 生い立ち
トマス・ショア（Thomas Shore、1759年ごろ没）と2人目の妻ドロシー（1783年没、ジョン・シェパードの娘）の息子として、1751年10月8日にロンドンのセント・ジェームズ・ストリートで生まれ、23日にピカデリーのセント・ジェームズ教会で洗礼を受けた。7歳までエセックス州ロムフォード（現ヘイヴァリング・ロンドン自治区の一部）の学校に通った後、トッテナムの学校に転校した。1764年ごろから1767年までハーロー校で教育を受け、次いでホクストンの商業学校で簿記を勉強した。父はイギリス東インド会社の船荷監督人であり、ショアも一家の友人フレデリック・ピグー（Frederick Pigou）の推薦を受けて、1768年に東インド会社のライターとして就職し、インドに赴いた。

### 1度目のインド滞在（1769年 - 1785年）
1769年5月にカルカッタに到着すると、東インド会社の秘密政治部（secret political department）に配属され、12か月ほど務めた。1770年9月にムルシダーバードの歳入委員会（board of revenue）の補佐役に就任した。このとき、委員長が怠惰であり、その副官が特別任務の最中で不在だったため、ショアは19歳にして突如広大な地域の歳入という重責を背負うことになったが、それをこなしつつアラビア語、ペルシア語、ヒンディー語、ベンガル語を勉強した。
ベンガル総督ウォーレン・ヘースティングズと本国の理事会の決定により、インドにおける歳入を現地の仲介に頼らず直接徴収することになり、ショアは1772年にラジシャヒに向かい、駐在官サミュエル・ミドルトン（Samuel Middleton）の補佐に就任した。1773年に一時ムルシダーバードでベンガル太守のペルシア語通訳を務めた後、1775年6月にカルカッタの歳入評議会の委員に任命され、以降1780年末に評議会が解散されるまで委員を務めた。この時期には評議員フィリップ・フランシスがヘースティングズを激しく攻撃しており、ショアはフランシスによる批判演説稿を校閲したことがあったが、ヘースティングズはショアを歳入委員会の委員に任命した。ショアは歳入の仕事に専念して、ヘースティングズの信頼を勝ち取った。一方で財務裁判所の案件への裁定にも時間を費やし、ダッカとパトナの歳入委員として司法と財政の改革案をまとめた。
この時代の東インド会社の社員は私的な貿易、税金集金の受託手数料、太守や官僚からの贈与で財を成すことが常であり、ショアは母への手紙で「競争相手が多くなってきている」と述べたが、1781年には母へ毎年1,000ポンドの仕送りを申し出られるほど財を蓄えた（母は辞退した）。
ショアは総督の豪奢な生活を嘆き、財政状況に関する意見をジョン・マクファーソンに述べ、マクファーソンがヘースティングズにそれとなく意見を伝えることを期待したが、マクファーソンはショアの意見をベンガル最高評議会の議事録に残し、ショアが歳入委員を辞任する結果になった。1785年1月、ショアはヘースティングズとともに帰国した。
1度目のインド滞在中に文献学者サー・ウィリアム・ジョーンズと友人になり、ショアはジョーンズの没後その後を継いで1794年5月22日にベンガル・アジア協会会長に就任した。1804年にはジョーンズの著作、文書集、回想録を出版した。ほかにものちに東インド会社で出世するチャールズ・グラントと出会い、ショアはグラントの宗教に関する悩みについて助言した。

### 2度目のインド滞在（1787年 - 1789年）
本国で結婚した後、東インド会社理事会により最高評議会の評議員に任命された。ショアは二度とインドに行かないと考えていたが、結婚により出費が増えたため、受諾することを選び、1787年1月21日に就任した（妻は同行しなかった）。このときにはベンガルの司法と財政に対する豊富な知識を有し、総督コーンウォリス侯爵による改革を後押しした。ザミーンダーリー制度については制度を支持しつつ、永代ではなく10年おきに更新することを主張したが、コーンウォリス侯爵は永代での実施を決定し、ベンガル永代土地制度が成立した。
ショアは1789年12月にインドを発ち、1790年4月に到着したのち6月2日にウォーレン・ヘースティングズの弾劾裁判でヘースティングズの現地における人気について証言した。

### 3度目のインド滞在（1792年 - 1798年）
1792年9月19日にコーンウォリス侯爵の後任としてベンガル総督に任命され、10月27日に準男爵に叙された。弾劾裁判を主導したエドマンド・バークはショアがヘースティングズの容疑に関与した主要人物だとして、任命に反対したが、それを覆すことはできなかった。ショアは10月末に出発し、1793年3月10日にカルカッタに到着した。コーンウォリス侯爵がインドにおけるフランスとの戦争勃発を予想して、しばらく滞在したため、彼が発つまではショアに仕事がなく、ショアは10月28日にようやく総督に就任した。
ベンガル総督としてのショアは現地の議会と東インド会社の指令に従い、平等ながら野心のまったくない政策を採用した。ショアは領土拡大より貿易拡大を推し進めたが、マラーター同盟によるニザーム王国侵攻を追認し、フランスの影響力拡大、シク連合の繁栄とマイソール王国のティプー・スルターンによる戦争準備にも介入しなかった。そのため、『英国人名事典』は順応主義的で臆病という批判に対し、「単に指令に従っただけ」が唯一の反論であると評した。ただし、アワド太守継承問題にはワズィール・アリー・ハーンを廃位してサアーダト・アリー・ハーン2世に継承させる形で対処し、インドで広く称えられた。また『オックスフォード英国人名事典』では内政面において永代土地制度の法典化を推進して、組織のしっかりした官僚制度を作り上げたことをショアの功績としつつ、ベンガルをイギリス東インド会社、ひいてはイギリスの領土とする程度の未来像しかなく、将来のイギリス領インド帝国を想像できないばかりか、1794年にはインドでの領土が50年も維持できないと記している。
1798年3月3日、アイルランド貴族であるテインマスのテインマス男爵に叙された。同3月に暫定総督サー・オーレッド・クラークに権力を譲ったのちインドを発ち、本国で東インド会社理事会から感謝を受けた。アイルランド貴族としてはアイルランド貴族院議員に就任したこともなければ、アイルランド貴族代表議員に選出されたこともなかった。

### 晩年
1807年4月4日に（無給の）インド庁委員に任命され、8日に枢密顧問官に就任した。枢密院（コックピット＝イン＝コート）でサー・ウィリアム・グラントやサー・ジョン・ニコルとともにインドからの上告への判決を下すこともあったが、やがてインドに対する興味を失い、宗教や慈善活動に没頭した。1806年6月と1813年3月の2度にわたって庶民院に証人喚問され、インドの事務について証言した。このときの証言ではインド人がイギリスの商品を欲しがらず、買えもしないと主張し、自由貿易を許可してもインドの輸入額は増えないと主張した。インド庁委員には名目上1828年2月まで留任した。
1802年から1808年までにクラパムに住み、クラパム・セクトの一員、およびサリー州の治安判事、副統監（1803年9月20日に統監代理（Vice-Lieutenant）に任命）として活動したが、1808年にメリルボーンのポートマン・スクエア4号に転居して余生を過ごした。1810年5月10日、ロンドン考古協会フェローに選出された。
1804年5月14日に英国外国聖書協会の初代会長に選出され、1834年に死去するまで務めた。会長として、協会の出版する聖書から外典を排除することを決定した。
1820年に王立文学協会会長に選出されたが、辞退してソールズベリー主教トマス・バージェスに譲った。
1834年2月14日にポートマン・スクエアで死去、セント・メリルボーン教区教会に埋葬された。長男チャールズ・ジョンが爵位を継承した。

## 家族
1785年11月にシャーロット・コーニッシュ（Charlotte Cornish、1834年7月13日没、医師ジェームズ・コーニッシュの娘）に出会った後、1786年2月14日に結婚、3男6女をもうけた。
- シャーロット（1787年1月26日 - 1864年5月3日[8]）
- キャロライン・イザベラ（1791年3月26日 - 1793年5月[8]）
- エミリー（1792年12月26日 - ?） - 早世[8]
- チャールズ・ジョン（英語版）（1796年1月13日 - 1885年9月18日） - 第2代テインマス男爵[3]
- アンナ・マリア（1797年10月27日[8] - 1886年2月25日） - 1821年7月27日、サー・トマス・ノエル・ヒル（英語版）（1832年1月8日没）と結婚、子供あり[9]
- フレデリック・ジョン（英語版）（1799年5月31日 - 1837年5月29日） - 1830年1月25日、シャーロット・メアリー・コーニッシュ（Charlotte Mary Cornish、1883年没、ジョージ・コーニッシュの娘）と結婚、子供あり[9]
- ヘンリー・ダンダス（1800年6月23日 - 1826年4月29日） - 陸軍大尉[8]
- キャロライン・ドロシア（1802年3月24日[8] - 1874年12月20日） - 1829年2月12日、ロバート・アンダーソン（Robert Anderson、1843年3月22日没）と結婚、子供あり[9]
- エレン・メアリー（1803年9月30日[8] - 1835年1月17日） - 1830年9月8日、エドワード・チャールズ・フレッチャー（Edward Charles Fletcher、1877年6月5日没）と結婚、子供あり[9]

インドで愛人をかかえたとされ、洗礼記録にはショアの庶子として1777年10月に洗礼を受けたジョン、1785年2月2日に洗礼を受けたフランシス（Francis）とマーサ（Martha）が記載されたが、母の名前は記載されていない。

## 関連図書
- Chisholm, Hugh, ed. (1911). "Teignmouth, John Shore, 1st Baron" . Encyclopædia Britannica (英語). Vol. 26 (11th ed.). Cambridge University Press. pp. 507–508.